# Mark Ronson
Mark Daniel Ronson (St John's Wood, Londres, Inglaterra, 4 de septiembre de 1975) es un compositor, DJ, músico y productor musical británico-estadounidense. Ganador de dos Brit Awards, siete Premios Grammy y un Premio Óscar. Entre sus trabajos más destacados como productor se encuentran los realizados para artistas como Amy Winehouse, Miley Cyrus, Lily Allen, Duran Duran, Kaiser Chiefs, Lady Gaga, Bruno Mars, Paul McCartney, Robbie Williams, Diplo y Dua Lipa, el cual le valió la obtención de tres Premios Grammy en 2008, gracias a su aporte en el álbum Back to Black.
Su disco debut Here Comes the Fuzz, se centró en el hip hop estadounidense, incluyó colaboraciones de Sean Paul, Nate Dogg y Ghostface Killah, sin embargo, no fue un impacto en los rankings. Su segundo disco, Version se centró en la escena musical británica, con versiones de Radiohead, Maxïmo Park, The Zutons y Kaiser Chiefs. El disco fue todo un éxito, obtuvo tres top 10 hits y Mark ganó un BRIT Award como "Mejor Artista Masculino 2008" (Best Male Artist 2008). Él es la primera persona en ganar un BRIT Award sin ser el cantante de los temas. Version fue certificado como doble disco de platino en el Reino Unido. En su tercer material discográfico Record Collection lanzado en septiembre de 2010, incorpora a la banda The Business Intl. En el álbum han participado artistas tan dispares como D'Angelo, Boy George, Ghostface Killah, Simon Le Bon, Andrew Wyatt o Spank Rock.
En enero de 2015, lanzó su cuarto álbum de estudio titulado UpTown Special, del cual se desprende el éxito internacional "Uptown Funk", con la colaboración de Bruno Mars. Este sencillo fue lanzado el 10 de noviembre de 2014 y desde entonces permaneció en los primeros lugares del ranking de éxitos. Gracias a este sencillo obtuvo numerosos reconocimientos tales como el Premio Grammy en las categorías "Mejor Grabación del Año" y Mejor Interpretación Pop por Un Dúo o Grupo y el Premio Brit al "Mejor Sencillo". Reconocido como uno de los músicos más exitosos de la cultura popular británica contemporánea, apareció en la lista de Debrett de 2017 de las personas más influyentes en el Reino Unido.
A principios de 2018, anunció su nuevo proyecto junto al productor estadounidense Diplo llamado Silk City. Su sencillo debut "Only Can Get Better" tiene la colaboración de Daniel Merriweather. "Electricity" una colaboración con Dua Lipa ingresó en varias listas musicales de Europa.

## Biografía
Ronson nació en Londres, Reino Unido, hijo de la escritora Ann Dexter-Jones y el exdirector Laurence Ronson. Sus padres son de ascendencia judía asquenazí, sus antepasados son de Rusia, Lituania y Austria, y Ronson se suscitó en el judaísmo conservador. El apellido fue originalmente "Aaronson", y fue acortado por el abuelo de Mark, Henry. Es el sobrino del empresario Gerald Ronson. A través de su madre, también está relacionado con los políticos conservadores británicos Malcolm Rifkind y Leon Brittan, y tiene dos hermanas más jóvenes, Charlotte y Samantha Ronson. Después de que sus padres se separaron, su madre se casó con el guitarrista Mick Jones, lo que contribuyó a haber tenido una infancia rodeada de música.
Su familia se mudó a Nueva York cuando él tenía ocho años. Al mismo tiempo, las visitas a su padre en Inglaterra servirían para alimentar su pasión por el rock británico. Como un adolescente, Ronson se describe a sí mismo como "libre musicalmente". Más tarde asistió al Collegiate School for boys for Middle and High School.
Estuvo casado con la actriz y cantante francesa Joséphine de La Baume, que había aparecido previamente en el video musical de "The Bike Song". Se casaron en Aix-en-Provence, en el sur de Francia, el 3 de septiembre de 2011. El 16 de mayo de 2017, se informó de que De La Baume había solicitado el divorcio de Ronson, indicando la fecha de separación como el 21 de abril de 2017.
Un tiempo después de estar separado conoció a la actriz Grace Gummer. Se casaron en septiembre de 2021. El 13 de octubre de 2022 anunciaron que estaban esperando su primer hijo. Gummer dio a luz en marzo de 2023.
Ronson divide su tiempo entre Londres y Nueva York. Desde su infancia, ha sido fanático del club de fútbol Chelsea F.C., y también muestra su fanatismo del equipo de baloncesto de los Knicks de Nueva York.

## Carrera

### Comienzos yHere Comes the Fuzz(2001–05)
Mark Ronson dio el salto de DJ a productor musical después de que el mánager de Nikka Costa, Dominique Trenier, escuchara uno de sus sets y lo presentara a los músicos. Ronson produjo la canción de Costa, "Everybody Got Their Something" y pronto firmó un contrato discográfico con Elektra Records. Ya había producido pistas para los anuncios de Hilfiger y, en 2001, utilizó la conexión para que el sencillo de Costa "Like a Feather" se usara en un anuncio.
El álbum debut de Ronson, "Here Comes the Fuzz", fue lanzado en 2003. A pesar de las bajas ventas iniciales, en general fue bien recibido por la crítica. Además de escribir las canciones del álbum, Ronson creó los ritmos, tocó la guitarra, los teclados y el bajo. El álbum contó con actuaciones de artistas de diversos géneros, incluidos Mos Def, Jack White, Sean Paul, Nappy Roots y Rivers Cuomo. El sencillo principal y la canción más conocida del álbum, "Ooh Wee", muestra "Sunny" de Boney M y cuenta con los raperos Nate Dogg, Ghostface Killah, Trife Da God y Saigon. La canción se ubicó en el número 15 en la lista de singles del Reino Unido y se usó en varias películas, incluida Honey (2003) y en su banda sonora. Dos semanas después de lanzar Here Comes the Fuzz, Elektra Records le dejó.
En 2004, Ronson formó su propio sello discográfico, Allido Records, una subsidiaria de J Records de Sony BMG, junto con su manager de toda la vida, Rich Kleiman. El primer artista que firmó con Allido fue el rapero Saigon, quien luego se fue para firmar con Fort Knox Entertainment de Just Blaze. Ha firmado con Rhymefest, más conocido por ganar el Grammy por coescribir "Jesus Walks" de Kanye West.

### Version(2006–09)

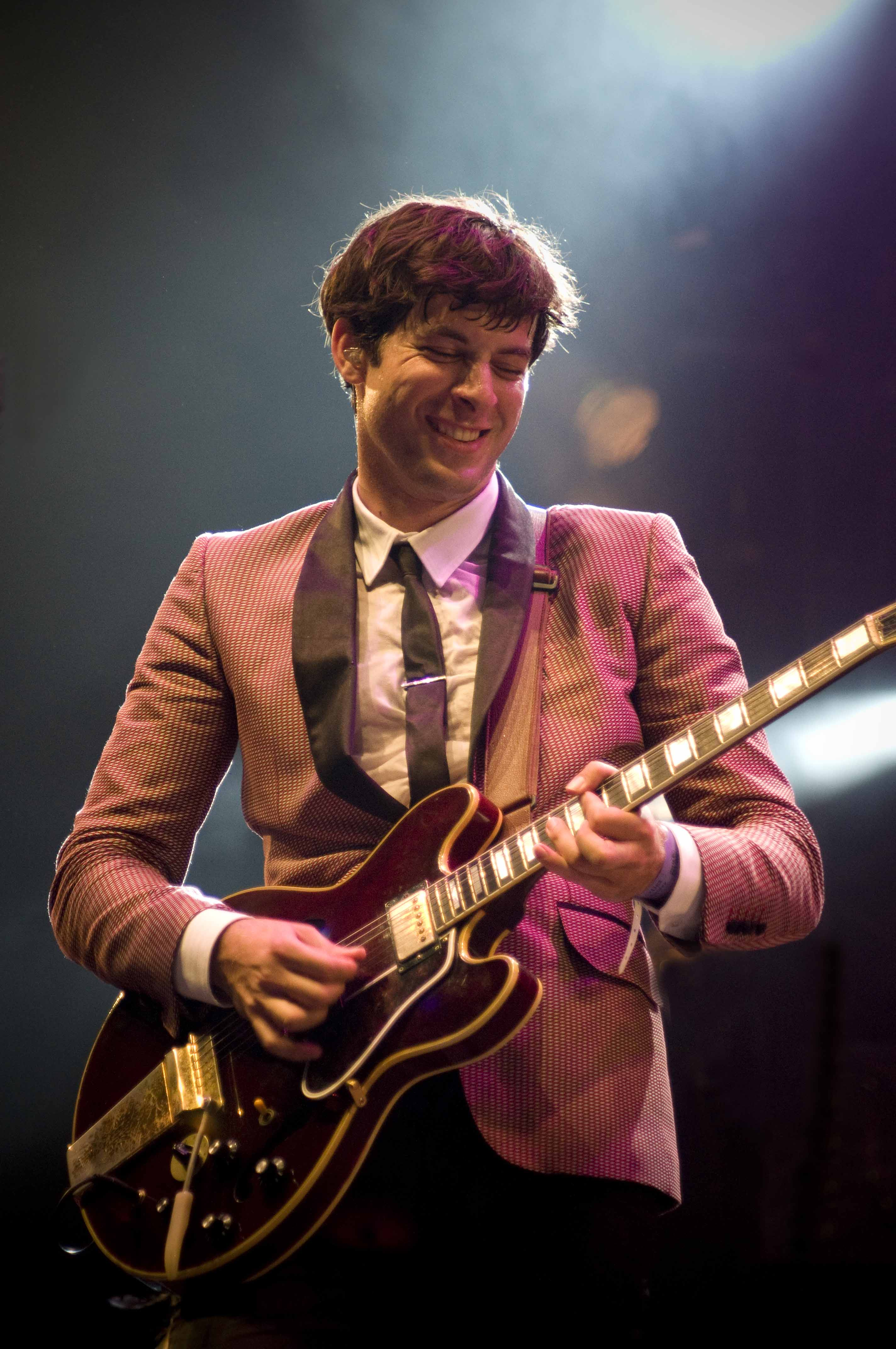
Mark Ronson en 2008

El 2 de abril de 2007, Ronson lanzó una versión de la canción de The Smiths: "Stop Me If You Think You've Heard This One Before" bajo el título "Stop Me", con el cantante Daniel Merriweather. Alcanzó el número 2 en las listas de singles del Reino Unido, lo que le dio a Ronson su single más alto hasta "Uptown Funk" de 2014. Ronson remezcló la canción de Bob Dylan: "Most Likely You Go Your Way And I'll Go Mine" en la promoción del conjunto de tres discos de Bob Dylan, titulado: Dylan lanzado en octubre de 2007. Ronson también ha producido "One More Chance (Ronson mix)" de Candie Payne en 2007.
En junio de 2007, Ronson contrató al artista de hip hop,DC Wale con Allido Records. A finales de 2007, se centró en la producción, trabajó con Daniel Merriweather en su álbum debut y volvió a grabar con Amy Winehouse y Robbie Williams. En diciembre de 2007, Ronson recibió su primera nominación al premio Grammy, por 'Productor del año, no clásico'. El trabajo de Ronson con Amy Winehouse también recibió importantes elogios, obteniendo 6 nominaciones. El álbum "Back to Black" de Winehouse, producido principalmente por Ronson, fue nominado como "Álbum del año" y "Mejor álbum vocal pop". Su canción "Rehab" recibió nominaciones como 'Mejor interpretación vocal pop femenina', 'Canción del año' y 'Grabación del año'. Ronson ganaría tres premios Grammy: 'Productor del año', así como 'Mejor álbum vocal pop' y 'Disco del año' (los dos últimos los compartió con Amy Winehouse) a principios de febrero de 2008.
El segundo álbum de estudio, "Version", fue publicado el 16 de abril de 2007. Y fue publicitado en la gira bajo el mismo nombre, que inició ese mismo año por Europa y Estados Unidos extendiéndose hasta 2008. El 2 de julio de 2008 en París, Mark Ronson actuó en vivo con Duran Duran para una gran audiencia. Tocaron nuevos arreglos de Ronson de algunas canciones de Duran Duran, junto con temas del nuevo álbum de la banda, "Red Carpet Massacre". Ronson & the Version Players también interpretaron canciones de su álbum "Version".

### Record CollectionyUptown Special(2010–17)
En la primavera de 2010, Ronson confirmó el nombre de su nuevo álbum "Record Collection", y dijo que esperaba tenerlo a la venta en septiembre de 2010. Además, Ronson anunció el nombre de su nueva banda, "The Business Intl. '", que es el alias adoptado por Ronson en el tercer álbum de estudio. El primer sencillo "Bang Bang Bang", contó con el rapero Q-Tip y el cantante MNDR. Fue lanzado el 12 de julio de 2010, dónde alcanzó el puesto número 6 en la lista de singles del Reino Unido, dándole a Ronson su cuarto sencillo en el Top 10. El sencillo también entró en la Irish Singles Chart, donde alcanzó el puesto 18. El segundo sencillo del álbum, "The Bike Song", fue lanzado el 19 de septiembre de 2010 y cuenta con Kyle Falconer de The View y Spank Rock. El álbum fue lanzado el 27 de septiembre de 2010. Este es el primer álbum de Ronson en el que aparece en los créditos también como cantante.
El 30 de octubre de 2014, Ronson anunció, a través de Twitter, un nuevo sencillo de su próximo álbum, que se lanzaría el 10 de noviembre de 2014. El sencillo, "Uptown Funk", cuenta con la voz de Bruno Mars.  El 22 de noviembre de 2014, Ronson y Mars aparecieron como invitados musicales en Saturday Night Live interpretando "Uptown Funk" y "Feel Right" (con Mystikal). "Uptown Funk" alcanzó el número uno en las listas de sencillos del Reino Unido y Estados Unidos, y también se convirtió en la pista más reproducida de todos los tiempos en una sola semana en el Reino Unido, habiendo sido reproducida un récord de 2,49 millones de veces en una semana. "Uptown Funk" alcanzó el top 10 en casi todos los países que trazó; pasó quince semanas en el número uno en el Canadian Hot 100, catorce semanas en el número uno en el Billboard Hot 100 y siete semanas en el número uno en la lista de sencillos del Reino Unido. En febrero de 2015, la canción le valió a Ronson el premio Brit al sencillo británico del año. En diciembre de 2018, el video musical de la canción en YouTube había acumulado más de 3.400 millones de visitas.
En 2015, Ronson protagonizó el documental Amy sobre su difunta amiga Amy Winehouse. Su voz aparece en la película dónde habla sobre su carrera y relación con Winehouse y hay imágenes de Ronson de la sesión de grabación del sencillo "Back to Black" de marzo de 2006 y también en el funeral de Winehouse en Londres en julio de 2011. El 16 de octubre de 2015, Ronson se convirtió en el patrocinador de la Fundación Amy Winehouse. El 13 de enero de 2015, Ronson, publicó su cuarto álbum de estudio : "Uptown Special".

### Silk City yLate Night Feelings(2018–23)
En 2018, Ronson fundó su propio sello discográfico, Zelig Records, un sello de Columbia Records y el primer artista que firmó fue la cantante King Princess. También formó el dúo Silk City junto con su compañero productor Diplo. Su primer sencillo "Electricity" con Dua Lipa fue lanzado el 6 de septiembre y alcanzó el número uno en la lista Dance Club Songs de Estados Unidos y recibió el premio Grammy a la mejor grabación de baile en la 61.ª entrega anual de los premios Grammy.
En mayo de 2018, se reveló que Ronson estaba trabajando con Miley Cyrus en el estudio. Su primera colaboración, "Nothing Breaks Like a Heart", fue lanzada en noviembre de 2018. Ronson también coescribió la canción "Shallow" para la película A Star Is Born con sus frecuentes colaboradores Lady Gaga, Andrew Wyatt y Anthony Rossomando. La canción le valió a Ronson un Premio de la Academia y el Globo de Oro a la Mejor Canción Original, así como dos nominaciones al Grammy, ganando el Premio Grammy a la Mejor Canción Escrita para Medios Visuales.
El 12 de abril de 2019, se anunció que Mark Ronson lanzaría su quinto álbum "Late Night Feelings", el 26 de junio de 2019. El álbum presenta colaboraciones junto a Miley Cyrus, Angel Olsen, Lykke Li, King Princess y Camila Cabello. Ronson ha descrito el álbum como una colección de "bangers tristes", con la canción principal estableciendo un cálido ritmo de baile a medio tiempo bajo la melancólica voz de Lykke Li. El 22 de enero de 2021, Silk City, publicaron junto a Ellie Goulding, su sencillo: "New Love". En junio de 2021, Ronson, junto con Foo Fighters, compartieron una "reversión" de su sencillo "Making a Fire".
En 2023, la revista Rolling Stone anunció que la banda sonora de la película de  Barbie sería producida por Ronson. Tras el anuncio, el  25 de mayo de 2023, Dua Lipa, publicó el primer sencillo de la banda sonora, "Dance the Night", escrita y producida por Ronson. En diciembre de 2023, Ryan Gosling y él mismo anunciaron la publicación de una versión navideña de la canción "I'm Just Ken" perteneciente a la banda sonora de la película de 2023, Barbie. El 20 de diciembre publicaron el video musical junto al sencillo I'm Just Ken (Merry Kristmas Barbie). Además, publicaron un EP titulado: Ken The EP, estrenado el mismo día.

## Discografía
| Álbumes Álbumes de estudio 2003: Here Comes the Fuzz 2007: Version 2010: Record Collection 2015: Uptown Special 2019: Late Night Feelings | - 2018: Electricity - 2023: Barbie: The Album |

## Producciones discográficas
| Año  | Canción | Artista(s)                                 | Álbum                                                       |
| ---- | --- | ------------------------------------------ | ----------------------------------------------------------- |
| 1997 | «It's Up To You...» | Peace Of Da Pye                            | It's Up To You...                                           |
| 1998 | «Turntables» «Only Time You Love 'Em» | Flip Squad Allstars                        | The Flip Squad Allstar DJs                                  |
| 1998 | «Heatin' Up» «Rhymes To Bust / It's Your Right» | Powerule                                   |                                                             |
| 2000 | «Dick Starbuck» | The High & Mighty                          | Home Field Advantage                                        |
| 2001 | «Like A Feather» (prod. íntegra del álbum) | Nikka Costa                                | Everybody Got Their Something                               |
| 2002 | «International Affair» | Sean Paul                                  | Dutty Rock                                                  |
| 2003 | «School's In» | J-Live                                     | Always Has Been                                             |
| 2003 | Como programador | Macy Gray                                  | The Trouble with Being Myself                               |
| 2003 | «Rock Rock Y'all» | Samson and Sejour                          | Rock Rock Y'all                                             |
| 2004 | «City Rules» «She's Got Me» | Daniel Merriweather                        |                                                             |
| 2004 | «Dirty Dirty» | Ol' Dirty Bastard                          | The Osirus                                                  |
| 2005 | «The Takeover» | Teriyaki Boyz                              | Beef or Chicken                                             |
| 2006 | «Rehab» «You Know I'm No Good» «Back to Black» «Love Is a Losing Game» «Wake Up Alone» «He Can Only Hold Her»                                                                                     | Amy Winehouse                              | Back to Black                                               |
| 2006 | «These Days» «Devil's Pie» «Tell A Story» «Build Me Up» | Rhymefest                                  | Blue Collar                                                 |
| 2006 | «Littlest Things» | Lily Allen                                 | Alright, Still                                              |
| 2006 | «Slow Down Baby» «Without You» «Welcome» (como compositor) «Hurt» (como compositor) | Christina Aguilera                         | Back to Basics                                              |
| 2006 | «Lovelight» «Bongo Bong and Je Ne T'Aime Plus» «Keep On» «Good Doctor» | Robbie Williams                            | Rudebox                                                     |
| 2006 | «Lift Ya Skirt» (con Missy Elliott) | Ol' Dirty Bastard                          | A Son Unique                                                |
| 2006 | «You Know I'm No Good» (con Amy Winehouse) | Ghostface Killah                           | More Fish                                                   |
| 2007 | «One More Chance» | Candie Payne                               | I Wish I Could Have Loved You More                          |
| 2007 | «Let's Ride» (con Daniel Merriweather) | Wale                                       | 100 Miles & Running                                         |
| 2008 | Prod. íntegra del mixtape | Rhymefest                                  | Man In The Mirror                                           |
| 2008 | «Cold Shoulder» | Adele                                      | 19                                                          |
| 2008 | «Magnificent» (con Kardinal Offishall) | Estelle                                    | Shine                                                       |
| 2008 | «The Remake of a Remake (All I Need)» | Wale                                       | The Mixtape About Nothing                                   |
| 2008 | «6 O'Clock Blues» | Solange Knowles                            | Sol-Angel and the Hadley St. Dreams                         |
| 2008 | «Fried Chicken» (con Busta Rhymes) | Nas                                        | Untitled                                                    |
| 2008 | «Won't Trade» | Q-Tip                                      | The Renaissance                                             |
| 2008 | «Amanda» | Dirt Nasty                                 | Shoot to Kill Mixtape                                       |
| 2008 | «Cash In My Pocket» (con Daniel Merriweather) | Wiley                                      | See Clear Now                                               |
| 2008 | «Never Miss a Beat» (Prod. íntegra del álbum) | Kaiser Chiefs                              | Off with Their Heads                                        |
| 2009 | «Mirrors» «90210» «Beautiful Bliss» | Wale                                       | Attention: Deficit                                          |
| 2009 | «Pot Of Gold» «Um Ricka» | Wale & 9th Wonder                          | Back to the Feature                                         |
| 2009 | «Change» «Red» «Impossible» (Prod. íntegra del álbum) | Daniel Merriweather                        | Love & War                                                  |
| 2009 | «Not the Only Person» (Prod. íntegra del álbum) | The Rumble Strips                          | Welcome to the Walk Alone                                   |
| 2009 | «Fool For You Anyway» | Foreigner                                  | Can't Slow Down                                             |
| 2009 | «Lost My Mind» | Lethal Bizzle                              | Go Hard                                                     |
| 2009 | «Serious Japanese» | Teriyaki Boyz                              | Serious Japanese                                            |
| 2010 | «He's Not A Boy» (Prod. íntegra del álbum) | The Like                                   | Release Me                                                  |
| 2011 | «All You Need is Now» «Girl Panic!» «Leave a Light On» (Prod. íntegra del álbum) | Duran Duran                                | All You Need Is Now                                         |
| 2011 | «Jardin du Luxembourg» «Comic Strip» | Ghost of a Saber-Toothed Tiger             | Jardin Du Luxembourg                                        |
| 2011 | «#1 Hit» | Spank Rock                                 | Everything Is Boring and Everyone Is a Fucking Liar         |
| 2011 | «Modern Art» (Prod. parcial del álbum) | Black Lips                                 | Arabia Mountain                                             |
| 2012 | Prod. íntegra del álbum | Rufus Wainwright                           | Out of the Game                                             |
| 2012 | «Locked Out of Heaven» «Gorilla» «Moonshine» | Bruno Mars                                 | Unorthodox Jukebox                                          |
| 2013 | «Heart Beat» | Miliyah Kato                               | True Lovers                                                 |
| 2013 | «New» «Alligator» | Paul McCartney                             | New                                                         |
| 2013 | «(Is It Gangsta?) Yes Yes Yes» | Giggs                                      | When Will It Stop                                           |
| 2014 | «Johannesburg» | The Goastt                                 | Midnight Sun                                                |
| 2015 | «Baby Blue» (con Chance the Rapper) «Brand New Car» | Action Bronson                             | Mr. Wonderful                                               |
| 2015 | «Pressure Off» (con Janelle Monáe & Nile Rodgers) «Only in Dreams» | Duran Duran                                | Paper Gods                                                  |
| 2015 | «Mother May I» | CeeLo Green                                | Heart Blanche                                               |
| 2015 | «Lay Me Down» | Adele                                      | 25                                                          |
| 2016 | «Diamond Heart» «A-Yo» «Joanne» «John Wayne» «Dancin' in Circles» «Perfect Illusion» «Million Reasons» «Sinner's Prayer» «Come to Mama» «Hey Girl» «Angel Down» «Grigio Girls» «Just Another Day» | Lady Gaga                                  | Joanne                                                      |
| 2016 | «Trust in Me (Idris Elba Easy Tiger Remix)» | Scarlett Johansson                         | The Jungle Book: The Idris Elba Easy Tiger Remixes          |
| 2016 | «Get Ghost» | Mark Ronson, Passion Pit & A$AP Ferg       | Banda sonora de Ghostbusters                                |
| 2016 | «Standing in the Rain» | Action Bronson, Mark Ronson & Dan Auerbach | Banda sonora de Escuadrón suicida                           |
| 2017 | «Feet Don't Fail Me» «The Way You Used to Do» «Domesticated Animals» «Fortress» «Head Like a Haunted House» «Un-Reborn Again» «Hideaway» «The Evil Has Landed» «Villains of Circumstance»         | Queens of the Stone Age                    | Villains                                                    |
| 2018 | «Goodbye Yellow Brick Road» | Queens of the Stone Age                    | Revamp: Reimagining the Songs of Elton John & Bernie Taupin |
| 2018 | «(((Happy Holidays)))» | MC Paul Barman                             | (((Echo Chamber)))                                          |
| 2018 | «Family Man» «My One» | Lily Allen                                 | No Shame                                                    |
| 2018 | «Diamonds Are Invincible» | Michael Jackson x Mark Ronson              |                                                             |
| 2018 | «Shallow» | Lady Gaga & Bradley Cooper                 | A Star Is Born                                              |
| 2019 | «The Most» | Miley Cyrus                                | She Is Coming                                               |
| 2023 | «Dance the Night» | Dua Lipa                                   | Barbie: The Album                                           |
| 2023 | «Pink» | Lizzo                                      | Barbie: The Album                                           |
| 2023 | «Man I Am» | Sam Smith                                  | Barbie: The Album                                           |
| 2023 | «I'm Just Ken» | Ryan Gosling                               | Barbie: The Album                                           |
| 2023 | «Push» | Ryan Gosling                               | Barbie: The Album                                           |
| 2023 | «Hey Blondie» | Dominic Fike                               | Barbie: The Album                                           |
| 2023 | «What Was I Made For?» | Billie Eilish                              | Barbie: The Album                                           |